# Église Notre-Dame de Tayac
Pour les articles homonymes, voir Église Notre-Dame.
L'église Notre-Dame est une église catholique du XIIe siècle située dans la commune de Tayac, dans le département de la Gironde, en France.

## Localisation
L'église est située au sommet d'un coteau, dominant un paysage de vignes, à l'entrée du village, sur la route départementale D119.

## Historique
L'édifice, construit au XIIe siècle en style roman, a été modifié au XVIe siècle.
Il possède une nef de trois travées et un chevet composé d'une courte travée couverte en berceau et terminée par une abside semi-circulaire voûtée en cul-de-four. Seul, le chevet a conservé son aspect roman.
La corniche de l’abside est décorée de modillons sculptés, dont cinq figurés. Cette abside est soutenue de l’extérieur par de gros contreforts rajoutés à une période ultérieure, tout comme le clocher placé sur la première travée de la nef et la porte qui s’ouvre sous trois arcs brisés.
À l'intérieur, l'arc triomphal en plein cintre repose sur des chapiteaux cubiques. L'abside est décorée d'une arcature composée de sept petites arcades en plein cintre. Les archivoltes des arcades sont ornées de têtes de clous et de dents de scie.
Au XVIe siècle, le clocher est reconstruit dans un but de défense pendant les Guerres de religion. La façade occidentale et percée d'une nouvelle porte qui ouvre sous trois arcs brisés. La nef est refaite et couverte de voûtes d'ogives.
La sacristie est édifiée au XVIIIe siècle et les fenêtres de la nef sont agrandies au XIXe siècle ; des vitraux exécutés dans l'atelier bordelais G.-P. Dagrant les garnissent.
Les sources historiques concernant cette église sont presque inexistantes, et les premières traces écrites ne remontent pas plus loin que le XVIIe siècle. Le procès-verbal établi en 1687 lors des visites épiscopales de l’archiprêtré d’Entre-Dordogne précise que la nef est voutée mais que le cimetière n’est point entouré de murailles et doit l’être. En 1739, une nouvelle visite déclare que le chœur n’est point séparé de la nef, et que la sacristie est en bon état. Une visite en 1789 laisse penser que l’église est en bon état et le mobilier suffisant. À cette époque, la sacristie est édifiée de façon peu solide, le toit étant constitué de planches de bois.
L'église a été inscrite au titre des monuments historiques par arrêté du 21 décembre 1925.
Les modillons
Il ne reste que cinq modillons romans, tous associés aux péchés capitaux : 
- Un exhibitionniste anal : l'homme, dont la tête est disproportionnée par rapport au corps, tient ses jambes écartées avec ses mains au niveau de ses cuisses et les pieds au niveau de ses oreilles.
- Deux têtes d'hommes : l'un est barbu, l'autre est moustachu. Les moustaches et barbes étaient des symboles de la vanité.
- Un couple nu : la femme adopte une pose lascive. Ce modillon est typique pour la dénonciation de la fornication et la luxure.
- Lion avec queue rentrée, redressée et sexualisée : la queue du lion passe d'abord entre ses cuisses, signe de soumission et de honte, puis remonte vers l'avant du corps pour se terminer sexualisée derrière le cou. Cette représentation du lion avait toujours une connotation négative.

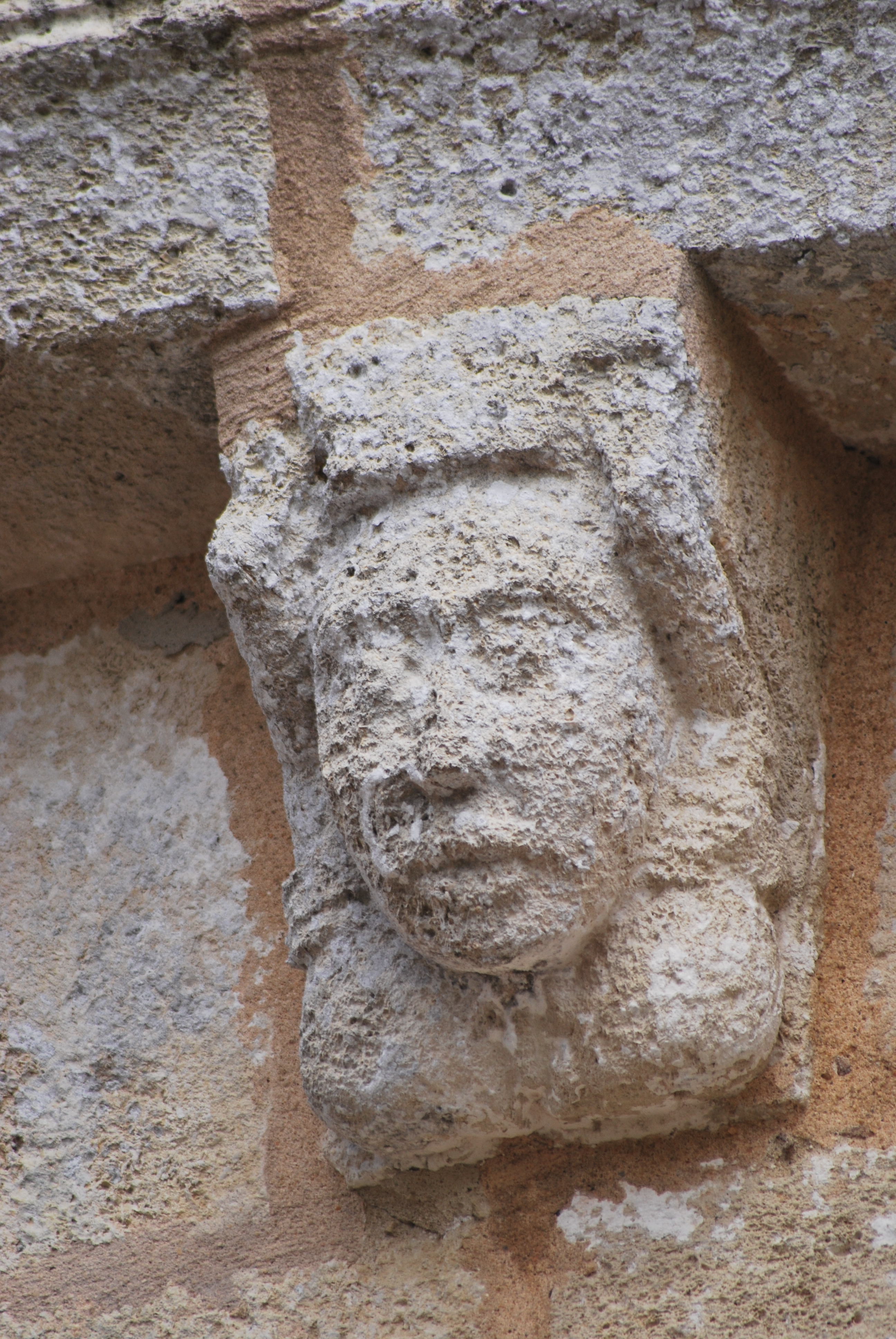
Exhibitionniste anal
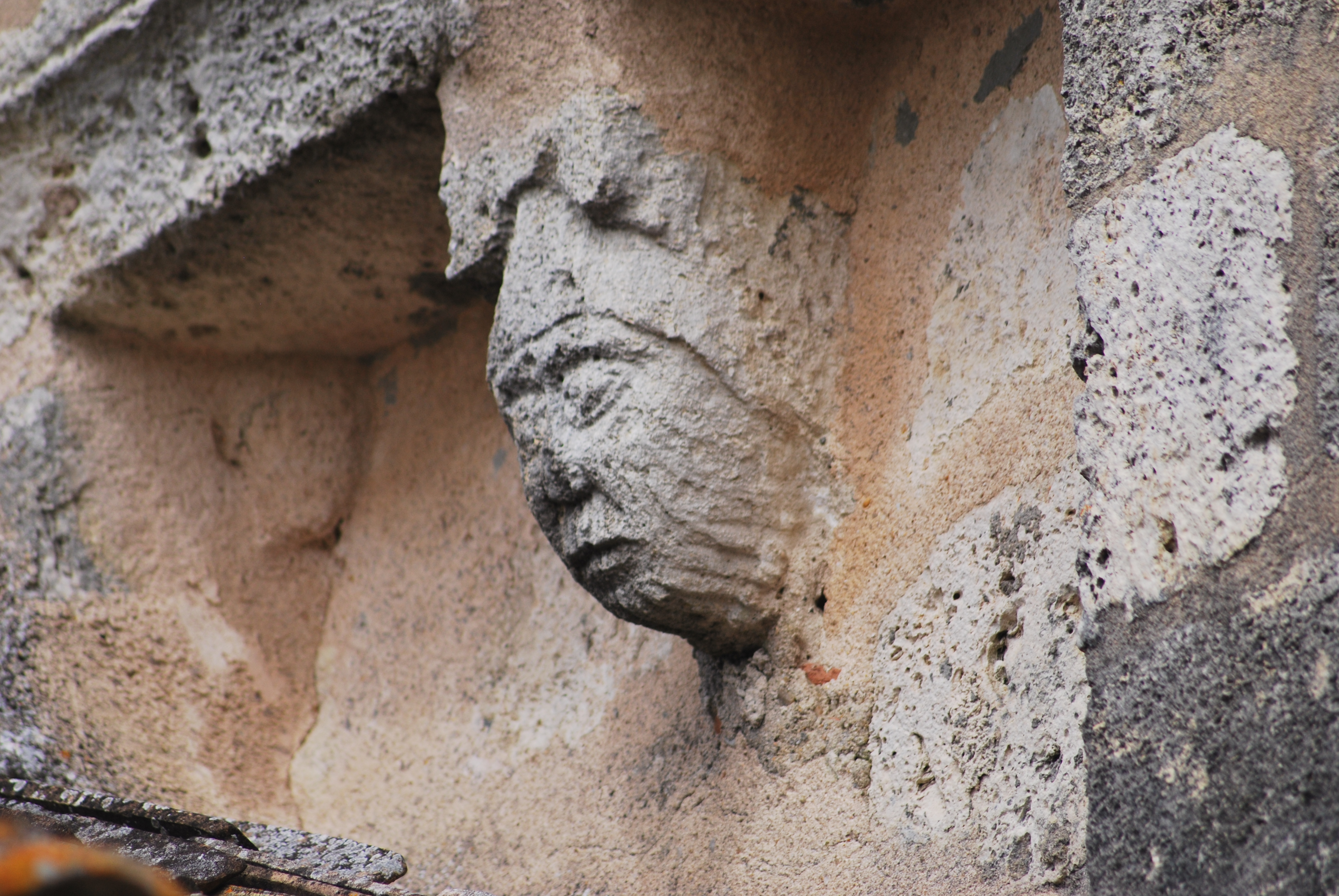
Tête d'homme barbu
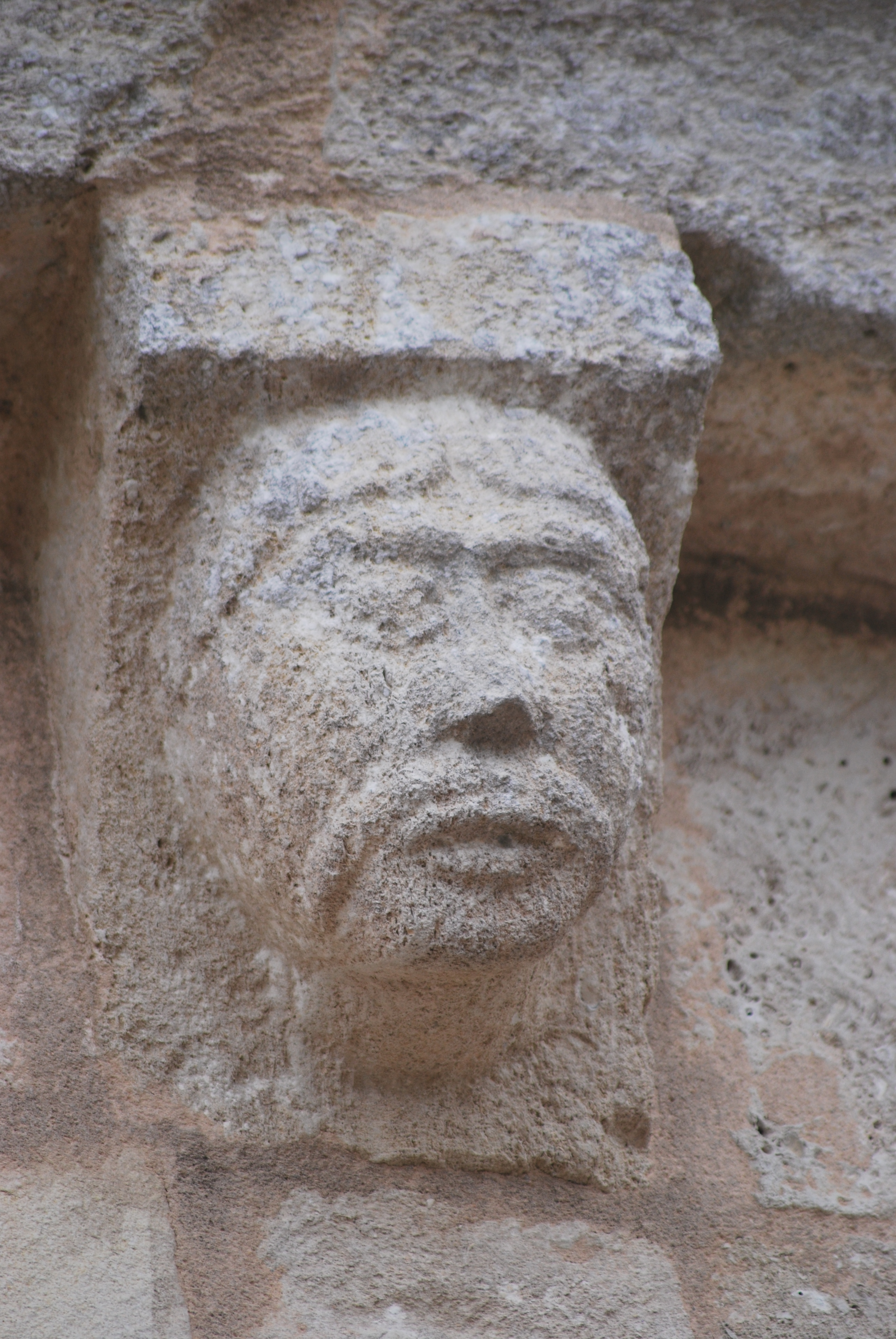
Tête d'homme moustachu
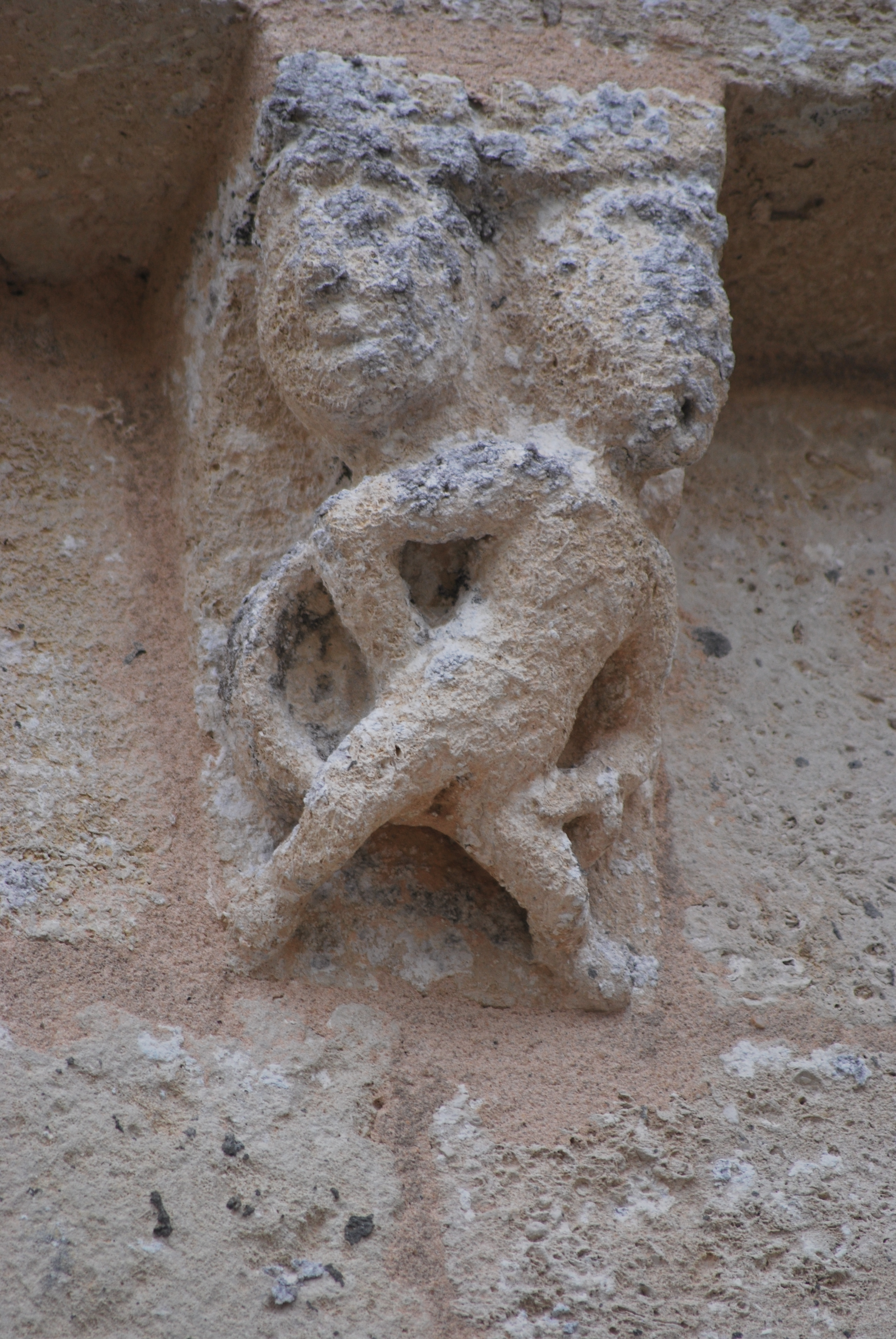
Couple nu
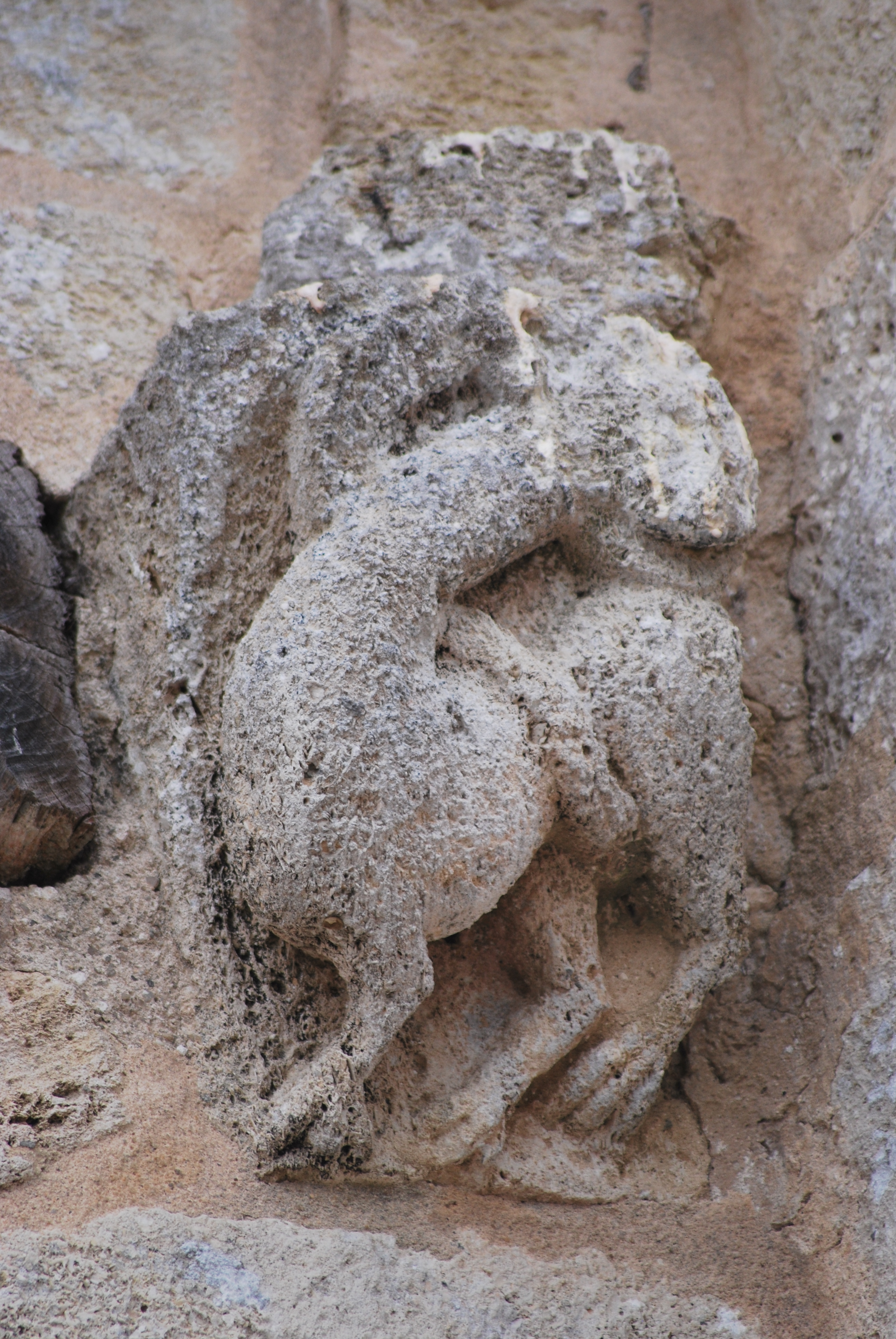
Lion avec queue redressée